# Carlo Buonaparte

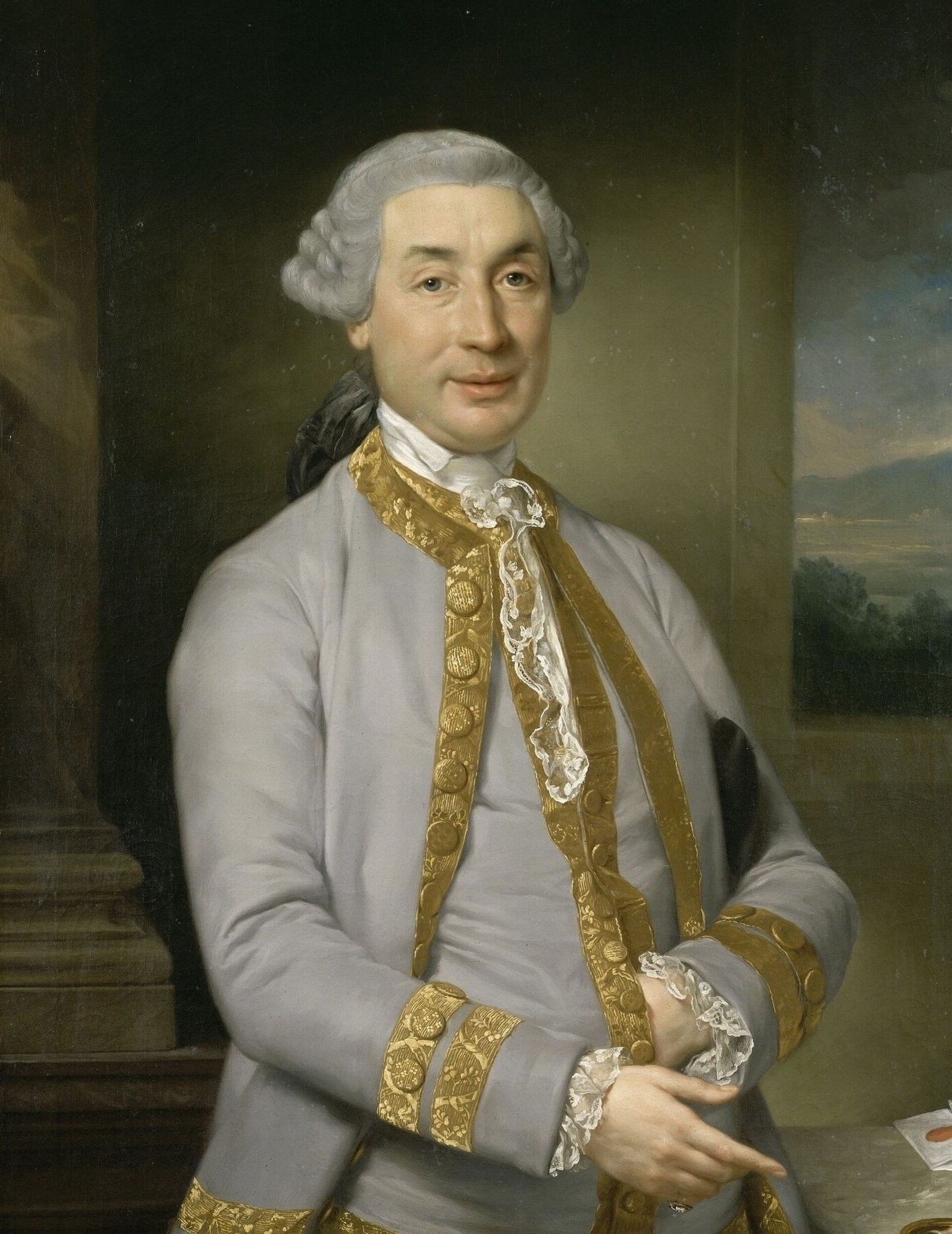
Carlo Buonaparte

Carlo Maria Buonaparte, ab 1771 de Buonaparte, auch Charles Marie (de) Bonaparte (* 29. März 1746 in Ajaccio auf Korsika; † 24. Februar 1785 in Montpellier), war Angehöriger der Adelsfamilie Bonaparte und Vater von Kaiser Napoleon Bonaparte.

## Familie

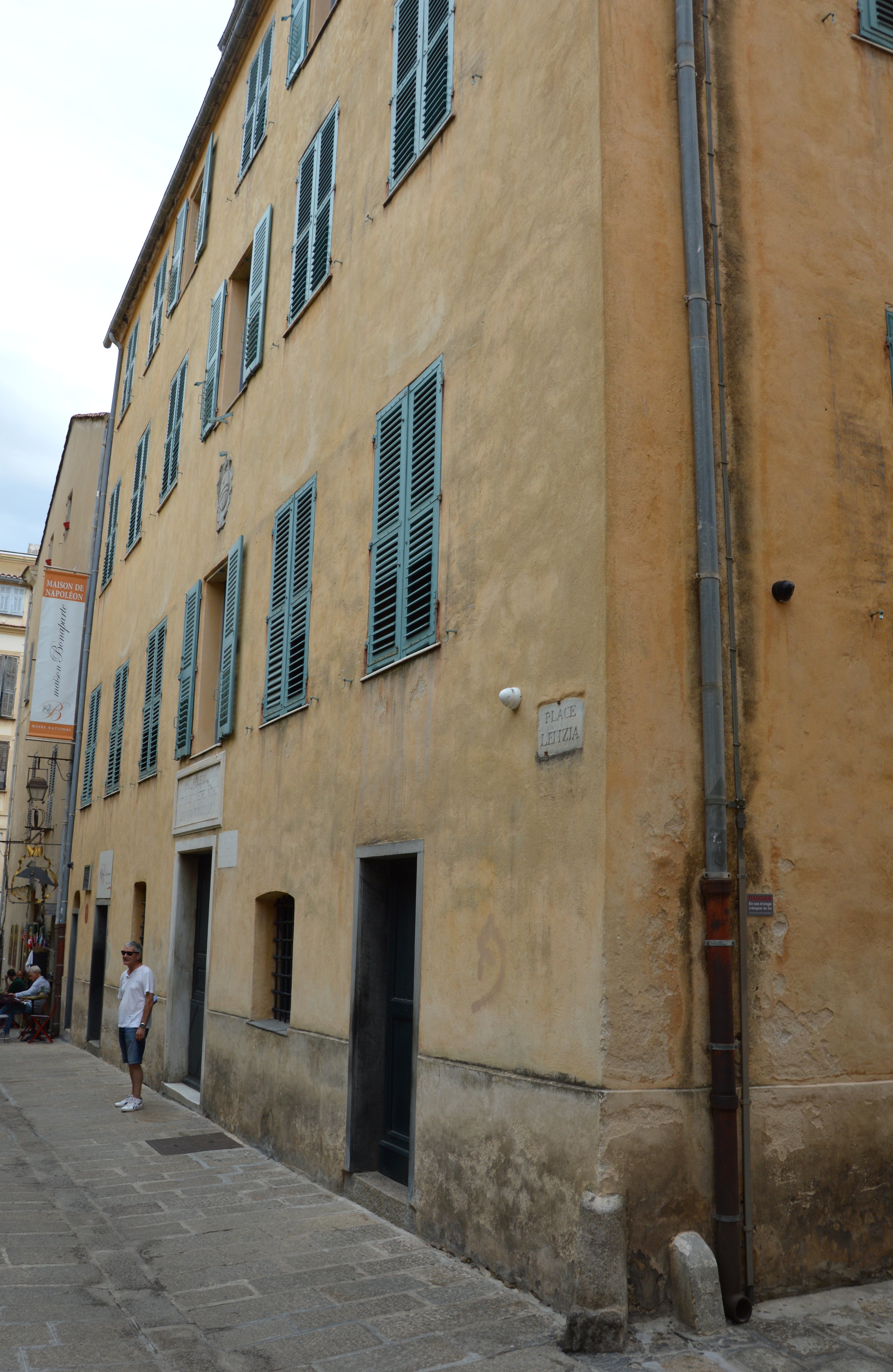
Maison Bonaparte in Ajaccio, Korsika

Die Familie Buonaparte, die dem korsischen Kleinadel zuzurechnen ist, stammte ursprünglich aus Sarzana in Ligurien, wo sie zum Patriziat der Stadt gehörte, und kam 1490 mit der genuesischen Kolonisation nach Korsika.
Carlo wuchs in der Maison Bonaparte in Ajaccio auf, die von vielen Verwandten gleichzeitig bewohnt wurde. Er verlor im Alter von vier Jahren seine Mutter Maria Saveria Paravisini (1715–1750). Mit siebzehn Jahren verlor er seinen Vater Giuseppe Maria Buonaparte (1713–1763) (zu den weiteren Vorfahren siehe dort). Dessen Bruder, der Archidiakon Luciano Buonaparte (1718–1791), kümmerte sich schon vorher um Carlo und schickte ihn nach Corte zur Ausbildung.

## Genuesischer Korse und Widerstandskämpfer
In Corte wurde Pascal Paoli, der Führer des bis auf wenige genuesisch beherrschte Städte faktisch unabhängigen Korsika, auf Carlo aufmerksam. Auf sein Anraten hin studierte Carlo ab 1762 an der Universität Pisa Jura, unterbrach aber 1764 das Studium, damit er um die Hand von Letizia Ramolino anhalten konnte. Am 2. Juni 1764 heirateten sie in Ajaccio.
Nicht lange nach seiner Heirat suchte Pascal Paoli in ihm einen juristischen Berater, und Carlo di Buonaparte arbeitete maßgeblich an der korsischen Verfassung mit. Mit 20 Jahren wurde er Paolis Sekretär und wurde als Sonderbotschafter nach Rom geschickt, um für die Unabhängigkeit Korsikas zu werben, das damals päpstliches Lehen an Genua war. Der Vatikan sah aber aufgrund der geschickten Intervention Buonapartes von Vergeltungsmaßnahmen gegen die Korsen ab.

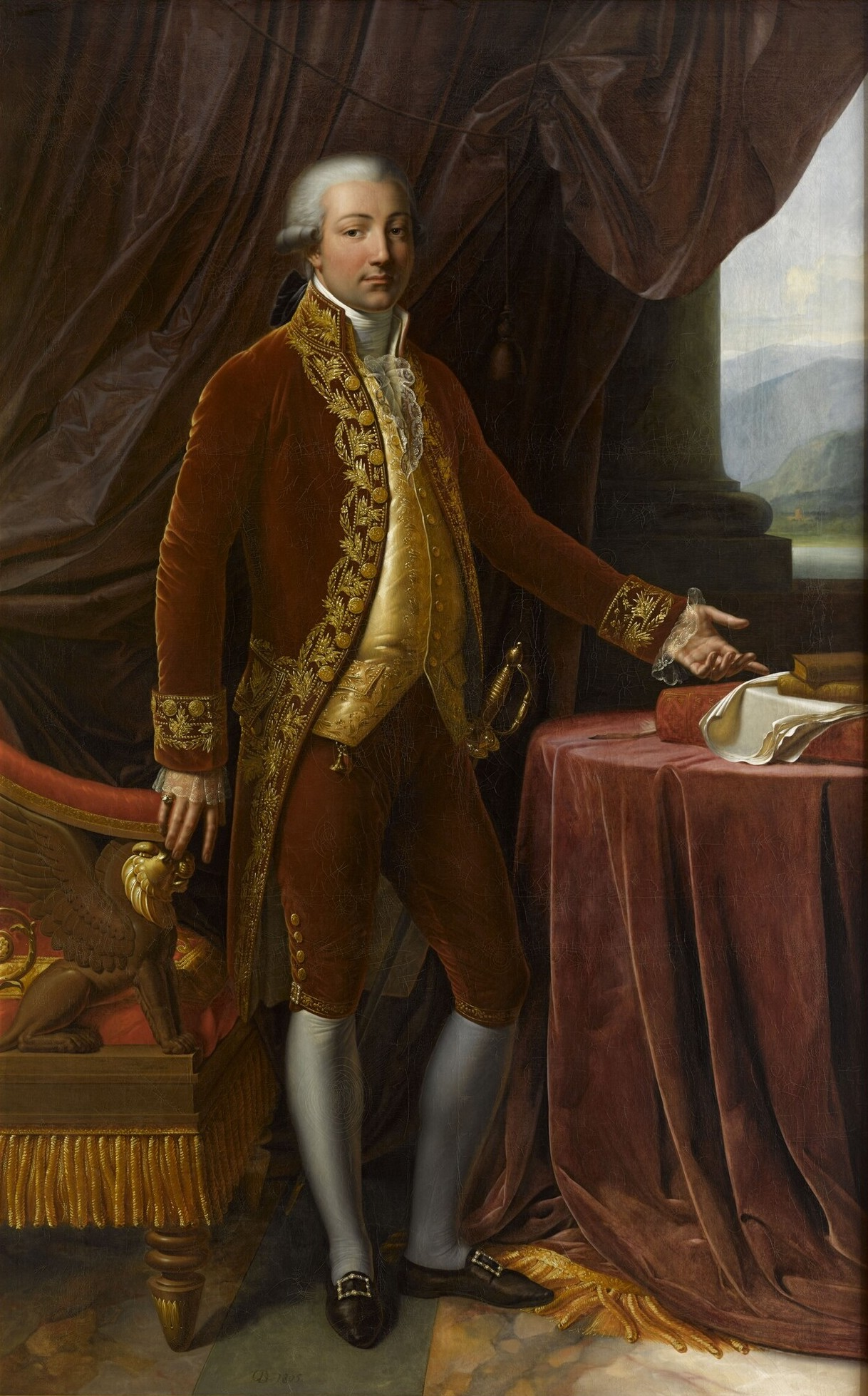
Carlo di Buonaparte (Gemälde von Anne-Louis Girodet de Roussy-Trioson, 1806)

Nachdem die Genueser die Insel am 15. Mai 1768 an Frankreich verkauft hatten, bekämpfte Paoli die Franzosen, und Carlo di Buonaparte schloss sich an, wobei seine schwangere Frau samt Sohn Giuseppe ihn in die Berge begleiteten. Als Capitano einer Kompanie Partisanen konnte Carlo di Buonaparte bei einem Angriff auf Borgo über 500 Gefangene machen und von dem französischen Oberkommandanten Chauvelin einem Waffenstillstand bis in den Winter erzwingen.
Ein Jahr später landete mit 45 Bataillonen Infanterie, mehreren Geschützbatterien und drei Kavallerie-Regimentern ein viel größeres französisches Heer unter dem Befehl von Noël de Jourda, comte de Vaux. Als Paoli am 9. Mai 1769 bei Ponte Novu geschlagen wurde, hielt Carlo di Buonaparte den Widerstand auf dem zweithöchsten Berg Korsikas, dem Monte Rotondo, in einer Höhle noch zwei Wochen aufrecht, bis ihm am 23. Mai ein französischer Parlamentär eine Einladung zur Unterhandlung mit Graf Vaux überbrachte.
Carlo di Buonaparte erfuhr von der Einnahme von Paolis Hauptstadt Corte und der Kapitulation Paolis. In Corte schlug ihm und allen Freiheitskämpfern Graf Vaux einen Frieden mit Amnestie vor und versprach, dass Frankreich die korsische Identität schützen und die Lebensweisen und den Wohlstand Korsikas fördern werde. Da er eine Familie zu ernähren hatte, unterwarf Buonaparte sich schließlich und ging nicht, wie Paoli, ins Exil nach England, sondern blieb in Ajaccio, wo er all seine Güter zurückerhielt.

## Französischer Adliger
Als am 15. August 1769 im Haus der Familie Maison Bonaparte ein Sohn – als Franzose – geboren wurde, nannten sie ihn nach einem im Kampf gefallenen Onkel – korsisch Nabulione – Napoleone. Buonaparte beendete schnell sein Studium in Pisa und leistete am 11. Dezember 1769 den Eid eines französischen Advokaten, um als solcher zu arbeiten. Nebenbei kümmerte er sich auch noch um die Landwirtschaft. Am 10. Mai 1771 wurde er Richter im Bezirk Ajaccio, arbeitete aber weiterhin nebenbei als Advokat und auf seinen Feldern. In dieser Zeit gewann Buonaparte einen selbst angestrengten Prozess um die Herausgabe von Letizias Mitgift, der zu einer Zwangsversteigerung von Naturalien führte.
Am 13. September 1771 erreichte er eine französische Adelsanerkennung mit den damit verbundenen Privilegien. In den Akten wird er dort als Charles-Marie de Buonaparte geführt. Da er sich standesgemäß mit Samt und Seide kleidete, bekam er den Spitznamen „Buonaparte il Magnifico“ (der Prächtige). 1772 erhielt er einen Sitz im Rat der 12 Edlen, dem Standesparlament und einflussreichen Selbstverwaltungsorgan Korsikas. 1778 wurde ihm die Ehre zuteil, in einer die drei Stände repräsentierenden Delegation – er für den Adel – König Ludwig XVI. im Schloss Versailles zu besuchen, wo er am 10. März 1779 sowohl mit dem König als auch mit Marie-Antoinette sprach, die Treue Korsikas ausdrückte, aber auch von Sorgen und Problemen der Insel berichtete.
Die Familie war nicht arm, lebte mit zunehmender Kinderzahl aber in beschränkten Verhältnissen. Mit der Adelsanerkennung und den damit verbundenen Steuererleichterungen konnte man sich Dienst- und Kindermädchen, zeitweise sogar einen Koch, leisten. Das Richteramt brachte nur einen geringen Teil des Jahreseinkommens ein, hauptsächlicher Verdienst kam aus der Landwirtschaft, durch mehrere Felder und Weinanbauflächen. Zwei Wohnungen, ein Laden, die Nutzungsgebühren einer Kornmühle und eines Ofens brachten weitere Einkünfte.
Bei der Trockenlegung eines salzigen Sumpfgebietes verausgabte sich Carlo di Buonaparte finanziell, da die staatlichen Gelder zuerst ausblieben. Unter anderem führte er mit dem befreundeten Militärgouverneur von Korsika, dem Grafen Marbeuf, die Kartoffel auf der Insel ein. Marbeuf war Gönner der Familie und unterstützte diese finanziell zur Ausbildung der Kinder.
In seinen letzten Lebensjahren trat er im korsischen Parlament für die Zusammengehörigkeit Korsikas zu Frankreich ein – und damit gegen eine Rückkehr Paolis bzw. eine Hinwendung zu England.

## Kinder
Mit seiner Frau Letizia hatte er acht das Kindesalter überlebende Söhne und Töchter. Die ersten beiden Kinder starben früh, dann kamen Joseph und Napoléon. Nach zwei Fehlgeburten folgten die weiteren Kinder. Abgesehen von den letzten drei, die noch zu jung waren, kümmerte sich Charles-Marie de Buonaparte um den Werdegang seiner Kinder. In der Regierung von Ludwig XVI. gab es Stipendien für die Söhne des verdienten ärmeren Adels. Durch Charles Buonapartes Bemühungen in der Landwirtschaft Korsikas galt er als verdient, durch die finanziell angespannte Lage der Sumpftrockenlegung als arm genug, so dass die Söhne Joseph und Napoléon, später auch Lucien, in den Genuss dieser Stipendien kamen. Wichtig für deren Erziehung war sicherlich auch, dass Buonaparte die größte Privatbibliothek auf Korsika aufbaute und die Kinder mit Büchern groß wurden. Joseph Bonaparte sollte ursprünglich Geistlicher werden, wurde aber wie sein Vater Jurist. Lucien Bonaparte legte mehrfach Verfassungsentwürfe für Frankreich vor, die Züge der korsischen Paoli-Verfassung beinhalteten.
- Joseph Bonaparte (1768–1844), geboren als Giuseppe
- Napoleon Bonaparte (1769–1821), geboren als Nabulione/Napoleone
- Lucien Bonaparte (1775–1840), geboren als Luciano
- Elisa Bonaparte (1777–1820), geboren als Marianna/Maria-Anna
- Louis Bonaparte (1778–1846), geboren als Luigi
- Pauline Bonaparte (1780–1825), geboren als Maria-Paola
- Caroline Bonaparte (1782–1839), geboren als Maria-Annunziata
- Jérôme Bonaparte (1784–1860), geboren als Girolamo

## Tod und Nachleben
Als er 1784 erkrankte, wurde er in Paris von dem Leibarzt der Königin untersucht, aber alle Kuren halfen nicht. Auf einer erneuten Fahrt, die nach Paris zu den Ministern gehen sollte, wurde er so krank, dass er sich auf Anraten von Ärzten zur medizinischen Fakultät nach Montpellier begab. Mit 38 Jahren starb Charles-Marie de Buonaparte am 24. Februar 1785, im Beisein seines Sohnes Joseph, an Magenkrebs in Montpellier, wo er zuerst begraben wurde. Der Sohn Louis ließ ihn 1803, im Einverständnis mit Letizia und Joseph, aber gegen den Willen Napoléons, in der Pfarrkirche Saint-Leu-et-Saint-Gilles in Saint-Leu-la-Forêt bestatten, wo Louis eine Schlossdomäne besaß. Die Gebeine von Carlo wurden aber 1951 feierlich in die Chapelle Impériale nach Ajaccio auf Korsika überführt. 
Von seinen Nachkommen wurde Buonaparte fast nie erwähnt. Als die Stadt Montpellier ihm zwanzig Jahre nach seinem Tod ein Denkmal setzen wollte, verbot es Napoléon, der damalige Erste Konsul, mit der Begründung, er sei schon zu lange tot.

## Vorfahren
|  |                                               |  |  |  |  |  |  |  |  |  |  |  |  |  |  |  |
|  | Giuseppe Maria Buonaparte (1663–1703)         |  |  |  |  |  |  |  |  |  |  |  |  |  |  |  |
|  |                                               |  |  |  |  |  |  |  |  |  |  |  |  |  |  |  |
|  |                                               |  |  |  |  |  |  |  |  |  |  |  |  |  |  |  |
|  | Sebastiano Nicolo Buonaparte (1683–1720/1760) |  |  |  |  |  |  |  |  |  |  |  |  |  |  |  |
|  |                                               |  |  |  |  |  |  |  |  |  |  |  |  |  |  |  |
|  |                                               |  |  |  |  |  |  |  |  |  |  |  |  |  |  |  |
|  | Maria Colonna Bozzi (1668–1704)               |  |  |  |  |  |  |  |  |  |  |  |  |  |  |  |
|  |                                               |  |  |  |  |  |  |  |  |  |  |  |  |  |  |  |
|  |                                               |  |  |  |  |  |  |  |  |  |  |  |  |  |  |  |
|  | Giuseppe Maria Buonaparte (1713–1763)         |  |  |  |  |  |  |  |  |  |  |  |  |  |  |  |
|  |                                               |  |  |  |  |  |  |  |  |  |  |  |  |  |  |  |
|  |                                               |  |  |  |  |  |  |  |  |  |  |  |  |  |  |  |
|  | Carlo l’Alfiere‘ Tusoli                       |  |  |  |  |  |  |  |  |  |  |  |  |  |  |  |
|  |                                               |  |  |  |  |  |  |  |  |  |  |  |  |  |  |  |
|  |                                               |  |  |  |  |  |  |  |  |  |  |  |  |  |  |  |
|  | Maria Anna Tusoli (1690–1760)                 |  |  |  |  |  |  |  |  |  |  |  |  |  |  |  |
|  |                                               |  |  |  |  |  |  |  |  |  |  |  |  |  |  |  |
|  |                                               |  |  |  |  |  |  |  |  |  |  |  |  |  |  |  |
|  | Carlo Buonaparte (1746–1785)                  |  |  |  |  |  |  |  |  |  |  |  |  |  |  |  |
|  |                                               |  |  |  |  |  |  |  |  |  |  |  |  |  |  |  |
|  |                                               |  |  |  |  |  |  |  |  |  |  |  |  |  |  |  |
|  | Giuseppe Maria Paravisini                     |  |  |  |  |  |  |  |  |  |  |  |  |  |  |  |
|  |                                               |  |  |  |  |  |  |  |  |  |  |  |  |  |  |  |
|  |                                               |  |  |  |  |  |  |  |  |  |  |  |  |  |  |  |
|  | Maria Saveria Paravisini (1715–1750)          |  |  |  |  |  |  |  |  |  |  |  |  |  |  |  |
|  |                                               |  |  |  |  |  |  |  |  |  |  |  |  |  |  |  |
|  |                                               |  |  |  |  |  |  |  |  |  |  |  |  |  |  |  |
|  | Anna Maria Salineri                           |  |  |  |  |  |  |  |  |  |  |  |  |  |  |  |
|  |                                               |  |  |  |  |  |  |  |  |  |  |  |  |  |  |  |
|  |                                               |  |  |  |  |  |  |  |  |  |  |  |  |  |  |  |

siehe auch: Bonaparte#Stammliste